# 1071
| 1071               |
| ------------------ |
| Dødsfald - Fødsler |
|                    |

| Gregoriansk kalender | 1071 MLXXI              |
| Ab urbe condita      | 1824                    |
| Armensk kalender     | 520 ԹՎ ՇԻ               |
| Kinesiske kalender   | 3767 – 3768 庚戌 – 辛亥 |
| Etiopisk kalender    | 1063 – 1064             |
| Jødisk kalender      | 4831 – 4832             |
| Hindukalendere       |                         |
| - Vikram Samvat      | 1126 – 1127             |
| - Shaka Samvat       | 993 – 994               |
| - Kali Yuga          | 4172 – 4173             |
| Iransk kalender      | 449 – 450               |
| Islamisk kalender    | 463 – 464               |

Konge i Danmark: Svend 2. Estridsen 1047-1074
Se også 1071 (tal)

## Begivenheder
- Seljukkerne besejrer byzantinerne i slaget ved Manzikert.

## Dødsfald
- Balduin 6. af Flandern (greve siden 1067)